# Organització Unida per l'Alliberament de Patani

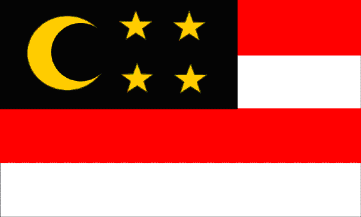
Bandera del PULO 1968-1989, i del PULO-LC des 1992

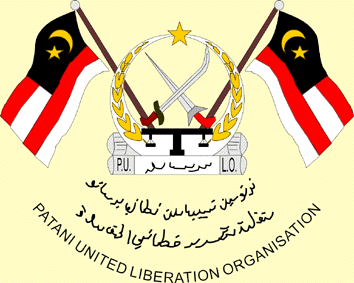
Emblema del PULO 1968-1989, i del PULO-LC des 1992

L'Organització Unida per a l'Alliberament de Patani (PULO, Patani United Liberation Organization en anglès) és una organització política i militar per l'alliberament de Patani que fou creada el 22 de març de 1968 per Tuanku Biyo Kodoniyo mitjançant l'aliança de quatre petites organitzacions que es van fusionar definitivament el 1989.
A finals del 1992 es va dividir en dues faccions: la de A-rong Moo-reng i la de Hayihadi Mindosali i Hajji Sama-ae Thanam, que el 1993 van agafar el nom de PULO Consell de Direcció (PULO-LC) i un exèrcit anomenat Caddan Army; i la segona PULO Consell de Comandament de l'Exèrcit (PULO-ACC) amb un exèrcit anomenat Abudaban, liderada per Tuanku Abdul Kade fidel a Kodoniyo. La segona va conservar la bandera i emblema de l'organització i la primera va tornar a l'antiga bandera amb 4 estrelles i l'emblema

Bandera del PULO 1989-1992 i del PULO-ACC des 1992

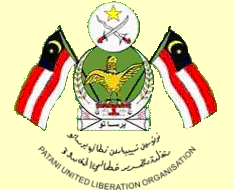
Emblema del PULO 1989-1992 i del PULO-ACC des 1992

El 1995 el PULO-AC es va subdividir i A-rong Moo-reng va formar l'Abu Jihad PULO, mentre que Hajji Habeng Abdul Rohman assolia el comandament de l'altre grup i de l'exèrcit de Caddan Caddan Army.
PULO-ACC i PULO-LC van patir detencions dels seus dirigents el 1998 i part dels seus membres es van rendir, però les organitzacions com a tal encara subsististiren.